# Walter Kersten
Walter Kersten (* 6. Juli 1926 in Obersuhl; † 28. April 2011) war ein deutscher Biochemiker.

## Leben
Kersten erlangte 1944 das Abitur. Nach Wehrdienst und Gefangenschaft im Zweiten Weltkrieg nahm er 1948 ein Medizinstudium in Würzburg und Marburg auf. An Krankenanstalten in Mannheim wurde er zum Laborarzt und Klinischen Chemiker ausgebildet. In Marburg wurde er 1954 mit der Dissertation Die Strahlenbehandlung der Lymphogranulomatose promoviert. 1962 habilitierte er sich in Münster. 1967 war er als außerplanmäßiger Professor tätig. 1968 wurde er zum ordentlichen Professor für Physiologische Chemie an der Universität Erlangen-Nürnberg berufen. Diese Position hatte er bis zu seiner Emeritierung inne. Von 1977 bis 1979 war er auch Dekan der medizinischen Fakultät.
Kersten war lange Jahre Leiter des Instituts für Biochemie der Universität Erlangen-Nürnberg. Er koordinierte den DFG-Sonderforschungsbereich „Früherkennung des Krebses“. Gemeinsam mit seiner Frau Helga Kersten, ebenfalls Professorin für Biochemie an der Universität Erlangen-Nürnberg, forschte er auf dem Gebiet der Zytostatika und der Übertragung von Erbinformation von Genen auf Proteine.